# Bunster Range
Bunster Range är ett berg i Kanada.   Det ligger i provinsen British Columbia, i den sydvästra delen av landet, 3 600 km väster om huvudstaden Ottawa. Toppen på Bunster Range är 975 meter över havet, eller 31 meter över den omgivande terrängen. Bredden vid basen är 0,56 km.
Terrängen runt Bunster Range är varierad. Trakten runt Bunster Range är nära nog obefolkad, med mindre än två invånare per kvadratkilometer.. Närmaste större samhälle är Lund, 13,3 km sydväst om Bunster Range. 
I omgivningarna runt Bunster Range växer i huvudsak barrskog.